# Arsacjusz
Arsacjusz, Arzacjusz – imię męskie o skomplikowanej etymologii, zapośredniczone przez łacinę z greki (tu: Arsákios), dokąd zostało przejęte od Medów i Persów, gdzie było imieniem dynastii Arsacydów, której założycielem był Arsakes. Arsakes zaś i irań. Aršak, to staroperskie imię z elementem arša- – „mąż”.
W innych językach:
- łacina – Arsacius
- angielski – Arsacius
- francuski – Arsace
- hiszpański – Arsacio
- węgierski – Arszakios.

Arsacjusz (Arzacjusz) imieniny obchodzi:
- 16 sierpnia[2], jako wspomnienie św. Arsacjusza (Arzacjusza) z Nikomedii;
- 12 listopada, jako wspomnienie św. Arsacjusza (Arzacjusza) z Mediolanu[3].

## Inne osoby o imieniu Arsacjusz
- Arsacjusz z Tarsu – arcybiskup Konstantynopola z V wieku n.e.